# Lisa Rinzler
Lisa Rinzler (Nueva Jersey, 30 de noviembre de 1955) es una directora de fotografía estadounidense. Algunos de sus trabajos más conocidos como cinematógrafa son Menace II Society de los hermanos Hughes, Trees Lounge de Steve Buscemi y Pollock de Ed Harris.

## Carrera
Antes de dedicarse a la fotografía, Rinzler tenía interés en ser pintora y asistió a la escuela de arte. En 1978 se graduó en la Universidad de Nueva York y a continuación trabajó en videos musicales, documentales y cortometrajes, junto a directores como Wim Wenders o Robert Mapplethorpe. Más tarde comenzó a trabajar como electricista y luego como asistente de cámara. Uno de sus primeros trabajos como directora de fotografía fue en I Was a Teenage TV Terrorist, una comedia de 1985. Sin embargo, el primer trabajo por el cual fue reconocida como cinematógrafa fue la comedia Forever, Lulu (1986).
En 1993 su trabajo se destacó en Menace II Society de los hermanos Hughes, película por la cual ganó el premio a la mejor fotografía en los Premios Independent Spirit. Otros de sus trabajos destacados fueron Historias de Lisboa (1994) de Wim Wenders y Trees Lounge, filme debut de Steve Buscemi.